# Hilma Notini
Hilma Elisabet Notini, född 29 november 1897 i Halmstad, död 1955, var en svensk teckningslärare, tecknare och målare.
Hon var dotter till lektorn CJA Thudén och Alfhild Engdahl och från 1906 gift med Harald Notini och mor till Marita Notini-Nordquist. Hon studerade till teckningslärare vid Tekniska skolan i Stockholm och arbetade därefter under flera år som lärare vid Sofia folkskola i Stockholm. I studiesyfte företog hon ett antal resor till Nordafrika, Tyskland och Italien. Hennes konst består huvudsakligen av miniatyrmålningar med porträtt målade på elfenben. 